# دفتر دارایی
تاجر باید در انتهای هر سال بداند که دارائی او تا چه اندازه‌است و در جریان سال گذشته چه مقدار سود یا زیان داشته از این جهت ناچار است بیلان حساب تجارتی خود را داشته باشد. بنابراین قانون تجارت تنظیم دفتر دارائی را تا ۱۵ فروردین هر سال نسبت به سال قبل الزامی دانسته‌است. 
دفتر دارائی استخراج از دفتر کل است و در آن کلیه دارائی تاجر اعم از منقول و غیر منقول و مطالبات و دیون و وجه نقد اعم از این که در صندوق موجد باشد یا در بانک‌ها، ثبت می‌شود. فرقی که این دفتر با سایر دفاتر دارد این است که تاجر باید ذیل آن را امضاء نماید و در حقیقت صحت مفاد آن را تصدیق کند و علت آن هم این است که چون از دفاتر مختلف استخراج می‌شود صحت انتقال و مطابقت آن باید با استحضار تاجر باشد. 
الزام به نگاه داری دفتری به نام دارائی بی‌فایده و در نظر اول ممکن است موجب اتلاف وقت باشد، زیرا عملاً تجار از دفتر کل استفاده می‌نمایند و همه ساله به نام ترازنامه از دفتر کل استخراج می‌نمایند که دارائی و سود و زیان تجارتخانه در آن قید شده‌است. ولی با در نظر گرفتن این که مقصود قانون‌گذار این است که بیلان عملیات و حتی ترازنامه همه ساله تاجر در دسترس بوده و با نظر اجمالی در مواقع لازم بتوان وضعیت تجارتی او را تشخیص داد، لزوم آن معلوم می‌شود.
البته قابل ذکر است که دفتر دارائی در قانون تجارت ذکر شده و عملاً از آن استفده نمی‌شود چرا که الزامی قانونی برای آن وجود ندارد مثل دفتر کل و دفتر روزنامه که عملاً منسوخ شده ولی به سبب این که وزارت امور اقتصاد و دارایی مجری آن است و این دفاتر را از موءدیان خود خواستار است آن را نگهداری می‌کنند اما قانون تجارت مجری خاصی در کشور ندارد بنابراین این دفتر عملاً استفاده نمی‌شود.